# ハンガリー人のノーベル賞受賞者
ハンガリー人のノーベル賞受賞者（ハンガリーじんの ノーベルしょう じゅしょうしゃ）では、ハンガリー生まれのノーベル賞受賞者について記す。

## 物理学賞
1905年 レーナールド・フュレプ・エデ・アンタル（Lénárd Fülöp Ede Antal, 国籍：ドイツ帝国）
陰極線の研究に関わる業績。
1963年 ヴィグネル・イェネー・パール（Wigner Jenő Pál, 国籍：アメリカ合衆国）
原子核と素粒子の理論を発展させ、基本的対称原則を発見し応用した業績。
1971年 ガーボル・デーネシュ（Gábor Dénes, 国籍：イギリス）
ホログラフィーの方法の発明、ならびに発展のための貢献。
2023年 フェレンツ・クラウス（Ferenc Krausz, 国籍：ハンガリーとオーストリア）
アト秒パルス光を生成する実験手法の開発。

## 化学賞
1925年 ジグモンディ・リハールド（Zsigmondy Richárd, 国籍：ドイツ・ヴァイマル共和国）
近代のコロイド化学の基礎になったコロイド溶液のヘテロゲン的な性質とその研究に採用した方法により。
1943年 ヘヴェシ・ジェルジ（Hevesy György, 国籍：ハンガリー）
化学反応時の同位元素を表示器として用いた研究。ハンガリーの名をとった、原子番号72番ハフニウムの発見者。
1986年 ポラーニ・ヤーノシュ（Polányi János, 国籍：カナダ）
化学反応素過程の動力学的研究。
1994年 オラー・ジェルジ（Oláh György, 国籍：アメリカ合衆国）
カルボカチオン化学への貢献。

## 生理学・医学賞
1914年 バーラーニ・ロベルト（Bárány Róbert, 国籍：オーストリア＝ハンガリー帝国）
前庭器官の生理学と病理学に関する業績。耳鼻科での受賞は珍しい。
1937年 セント＝ジェルジ・アルベルト（Szent-Györgyi Albert, 国籍：アメリカ合衆国）
生物学的燃焼反応の分野、特にビタミンCとフマル酸触媒関連で得た発見による受賞。
1961年 ベーケーシ・ジェルジ（Békésy György, 国籍 アメリカ合衆国）
内耳の蝸牛で起こるしぶりの物理的なメカニズムの発見。また、耳鼻科での受賞。
2023年 カリコー・カタリン（Karikó Katalin, 国籍 ハンガリーとアメリカ合衆国）
COVID-19に対して効果的なmRNAワクチンの開発を可能にしたヌクレオシド塩基修飾に関する発見。

## 文学賞
2002年 ケルテース・イムレ（Kertész Imre, 国籍：ハンガリー）
ユダヤ系。自らの体験を元にした自伝的作品群により、歴史の残酷に対する個人のはかない体験を描いた功績。この受賞は、ハンガリー史の暗黒面を明らかにしている。ハンガリーは第二次世界大戦で枢軸側に参加したため、ユダヤ人虐殺が激しかった（絶滅対象75万人、20万人死亡）。著者もアウシュヴィッツ＝ビルケナウ強制収容所に収容された経験を持つ。しかし戦後ハンガリー共産党政権下ではこの事実は隠蔽され、出版も禁止された。イムレ作品が日の目を見たのは、同体制の崩壊後であった。

## 平和賞
1986年 ヴィーゼル・エリエーゼル（Wiesel Eliézer, 国籍：アメリカ合衆国）
ホロコーストからの生存者。戦後アメリカを代表するユダヤ人作家。

## 経済学賞
1994年 ハルシャーニ・ヤーノシュ・カーロイ（Harsányi János Károly, 国籍：アメリカ合衆国）
非協力ゲーム理論における均衡分析に関する理論の開拓。ジョン・ナッシュ、ラインハルト・ゼルテンとの共同受賞。